# Joffrey Baratheon
Joffrey Baratheon és un personatge fictici de la saga literària Cançó de gel i de foc de l'escriptor George R. R. Martin. És representat com el despòtic i sàdic fill del rei Robert Baratheon, però que en realitat és fruit de l'incest entre la reina Cersei Lannister amb el seu germà Jaime Lannister. Un dels personatges més odiats de la sèrie, segons la revista Rolling Stone és el qurtè dels quaranta «més dolents de sèries televisives de tots els temps».
A l'adaptació televisiva d'HBO, Game of Thrones, és interpretat per l'actor Jack Gleeson.

## Concepció i disseny
En Joffrey és el fill gran del rei Robert Baratheon, i, per tant, hereu del Tron de Ferro. En Joffrey cresqué com un noi consentit per la seva mare, essent un jove cruel, capritxós, imprudent, covard i amb un marcat tarannà sàdic. No era astut ni tampoc sabia comprendre la natura de la política, tot i que sabia ser cortès i cavallerós però normalment per enganyar o sortir-se'n amb la seva. La seva promesa, la Sansa Stark, quedà enamorada d'ell pel seu atractiu i per les seves maneres, però en observar la seva vertadera natura en quedà horroritzada.
L'autor de la saga, George R. R. Martin, descriu Joffrey com «el clàssic abusador en molts sentits, és molt arrogant i està corromput el haver estat criat sense cap mena de tipus de límit. Tingué dos pares i cap d'ells li dedicà atenció o li procurà disciplina. Crec que àdhuc quan és rei tracta d'impressionar el seu pare […] En opinió meva, Jack Gleeson fa un paper extraordinari». L'autor es va inspirar en el personatge real Eduard de Westminster, un cruel príncep anglès.

## Història

### Primers anys
Fou el primogènit del rei Robert Baratheon, però en realitat nasqué com fruit de l'incest de la seva mare, la reina Cersei Lannister amb el seu germà bessó Jaime Lannister, tot i que ni el rei Robert ni el mateix Joffrey arribaren mai a saber la veritat. Cersei sempre malcrià el seu primogènit i Joffrey cresqué tractant de guanyar-se l'atenció del seu pare que mai no demostrà gaire gran afecte o interès pels seus fills.

### Joc de trons
Joffrey viatjà a Hivèrnia quan el seu pare nomena Eddard Stark com Mà del Rei. Allà, Joffrey és promès amb la seva filla, Sansa Stark, la qual s'enamora ràpidament d'ell. Al viatge de tornada a Port Reial, Joffrey té una topada amb Arya Stark, la germana petita de Sansa, atès que un Joffrey borratxo provocà una baralla amb un amic d'Arya, la qual cosa feu que la lloba fera l'ataqués. Joffrey mentí als seus pares dient que Arya i el seu amic el van atacar i, per tant, Cersei va ordenar matar la lloba de la Sansa, atès que la d'Arya havia escapat, després Joffrey va ordenar Sandor Clegane matar l'amic de l'Arya.
La nova Mà descobreix la bastardia dels fills del rei i s'enfronta a Cersei. Ella arregla la mort del rei Robert i després empeny Joffrey al tron. Lord Stark és arrestat quan proclama que Joffrey i els seus germans són bastards, tot i que declara ser un traïdor per evitar qualsevol represàlia contra la seva filla Sansa. Davant del Gran Septe de Baelor, Eddard reconeix ser un traïdor al difunt rei Robert i a la seva família, i tot i que Cersei i els seus consellers recomanen a Joffrey perdonar Eddard i enviar-lo a la Guàrdia de la Nit, i àdhuc ell prometé a la Sansa que seria clement, finalment decideix de forma capritxosa i arbitrària executar-lo, dient que això era autèntica pietat. Aquesta decisió suposa l'esclat de la Guerra dels Cinc Reis.